# Pócsa
Pócsa is een plaats (község) en gemeente in het Hongaarse comitaat Baranya. Pócsa telt 182 inwoners (2001).